# 翠湖湿地
翠湖湿地公园是一处位于北京市海淀区南沙河畔的城市湿地公园，是北京市唯一的国家城市湿地公园。

## 地理位置
翠湖湿地位于北京市海淀区上庄地区。公园东侧为上庄村与纳兰性德史迹陈列馆；南侧为南沙河上的上庄水库，隔河相望为常乐村；西南侧隔河相望为稻香湖公园；西侧为中国纪检监察学院，向西临近西六环；公园北侧为八家村，上庄一干渠、前章村沟、罗家坟排水沟等支流向南流经公园汇入南沙河。翠湖湿地地处海淀区北部，距离永丰产业园、中关村创新园、中关村翠湖科技园、中关村环保科技示范园均不足5公里。

## 建设开发历程
翠湖湿地公园原为南沙河北侧的旱地，1958年上庄水库建成后成为稻田。1984年，上庄水库改造拦河闸后蓄水增加，上游建成稻香湖天然公园。1997年，上庄乡政府以上庄水库为依托开发了名为“翠湖水乡”的旅游项目，在河北村西开挖了百亩左右的人工荷花池。 1999年，上庄乡通过招商引资，将原有的荷花池同时规划入翠湖种业高科技园区。2003年，锦绣大地农业股份有限公司开始开发翠湖湿地，通过开挖环湖生态渠构造成具有湿地生态特征的生态园，形成53公顷的核心区湿地，不对外开放。2005年5月20日，建设部正式批准“翠湖湿地”为国家城市湿地公园。随后数年的海淀区政府工作报告均提到建设翠湖湿地公园二期工程。
2013年，翠湖湿地公园二期建成，向东向北扩张了100多公顷，并于9月22日正式对公众游客预约开放。
2016年9月，北京市公布第一批市级湿地名录，翠湖湿地公园被列入其中。2017年，翠湖湿地公园被北京市环境保护局、北京市教育委员会、共青团北京市委命名为第三批北京市环境教育基地。翠湖湿地公园于2017年8月向国家知识产权局提交商标注册申请，于2018年成功注册“翠湖湿地”品牌商标，取得商标注册证19项，包括翠湖湿地文字类12项、logo类7项，涉及教育培训、旅游纪念品、餐饮住宿等。2019年，翠湖湿地公园被中国科普作家协会生态科普创作专业委员会授予“科普创作基地”及“专业学位研究生实践教学基地”称号，被北京市授予“自然教育北京总校”称号。2019年8月，翠湖湿地公园获得由国家林业和草原局颁发的“保护森林和野生动植物资源先进集体”称号。2020年4月24日，海淀区气象局完成翠湖湿地六要素自动气象站建设并投入业务运行。
在《海淀分区规划（国土空间规划）（2017年-2035年）》中，翠湖湿地
处于北部生态科技绿心中心地带，位于郊野公园廊道和西北通风廊道、南沙河绿廊和周家巷沟绿廊交汇处。翠湖湿地的规划定位为公园绿地、公园景观地区，被纳入海淀北部滨水本底风貌区。

## 公园设施
海淀区园林绿化局设有翠湖湿地公园管理处，负责对公园进行日常养护、科学研究、科普宣传。
翠湖湿地公园地处海淀区“北部绿心”的核心地带，公园总规划面积为157.16公顷，东西长1.9公里，南北宽1.2公里，其中水域面积约为90公顷。公园设置有开放区、封育保护区、封闭区3个区域，其中开放区面积约为45公顷。
翠湖湿地公园设计有水生植物观赏区、临渊观鱼、两栖爬行动物观赏区、蝴蝶谷、蛙声伴客、观鸟塔、绕水芳径、青年林、归鹭岛、夕阳远山、凭栏观鸟、集沼凝翠等景点。翠湖湿地南侧的亲水平台紧靠翠湖片区循环补水泵站，通过南沙河上游补水点与配套管道，每天约有10万立方米雨洪水与再生水在南沙河各条支流与上庄水库之间实现水体循环流动，修复河道生态，使得南沙河及各支流沟渠河水四季长流。湿地公园内建有污水处理模型区，通过荷花、芦苇、香蒲、睡莲等降解吸收氮磷等富营养物质，实现生物脱氮，净化水质，日均处理周边村庄生活污水500立方米。湿地对改善周边环境具有积极意义。

## 生态
白琵鹭、大天鹅、鸿雁等雁鸭类、秧鸡类、鹭类均将翠湖湿地当作其迁徙路线上的中转站，翠湖湿地也采取丰富植被多样性、挂人工巢箱和鸟食台、冬季留取部分水生植物不收割、冬季人工保留活水面、在鸟类迁飞季节尽量减少人为活动对环境的干扰等多种措施为迁徙停留的鸟类营造适宜生存的生态环境。翠湖湿地还联合中国观鸟会进行鸟类的环志工作，2019年秋季共环志鸟类7目21科43种2547只次。翠湖湿地公园是北京市野生动物放归示范点，2014年至2021年已累计环志一万只次鸟。为增加翠湖湿地物种的丰度和多样性，增强翠湖湿地生态系统的稳定性和平衡性，公园曾进行野外投放赤练蛇等两栖爬行动物。近年来已在湿地公园发现白眼潜鸭、凤头蜂鹰等珍稀动物，已有两百余种鸟类。

## 开放
翠湖湿地曾多次举行过北京湿地日、爱鸟周、插彩稻科普活动。
为封育保护湿地内动、植物资源，翠湖国家城市湿地公园仅每年4～10月接受预约游览。自2022年4月起，每周一下午和周六全天对个人游客开放，周一上午和周三全天对团体开放，每周一、三、六入园人数上限均为300人。